# Macromyrme
Macromyrme Lelej, 1984 — род ос-немок из подсемейства Mutillinae.

## Распространение
Палеарктика,  в Европе 1 вид. Для СССР указывался 1 вид. 

## Описание
Среднего размера пушистые осы (10-19). Голова большая, её ширина равна наибольшей ширине брюшка. Передний край наличника с 2 зубчиками. У самцов 13-члениковые усики, у самок — 12-члениковые. Тело в густых волосках. Самка осы пробирается в чужое гнездо и откладывает яйца на личинок хозяина, которыми кормятся их собственные личинки

## Систематика
2 вида. 

### Виды Европы
- Macromyrme sinuata (Olivier, 1811)
- Другие виды